# Mabaruma
Mabaruma – miasto w Gujanie, w regionie Barima-Waini.